# وتل وطين

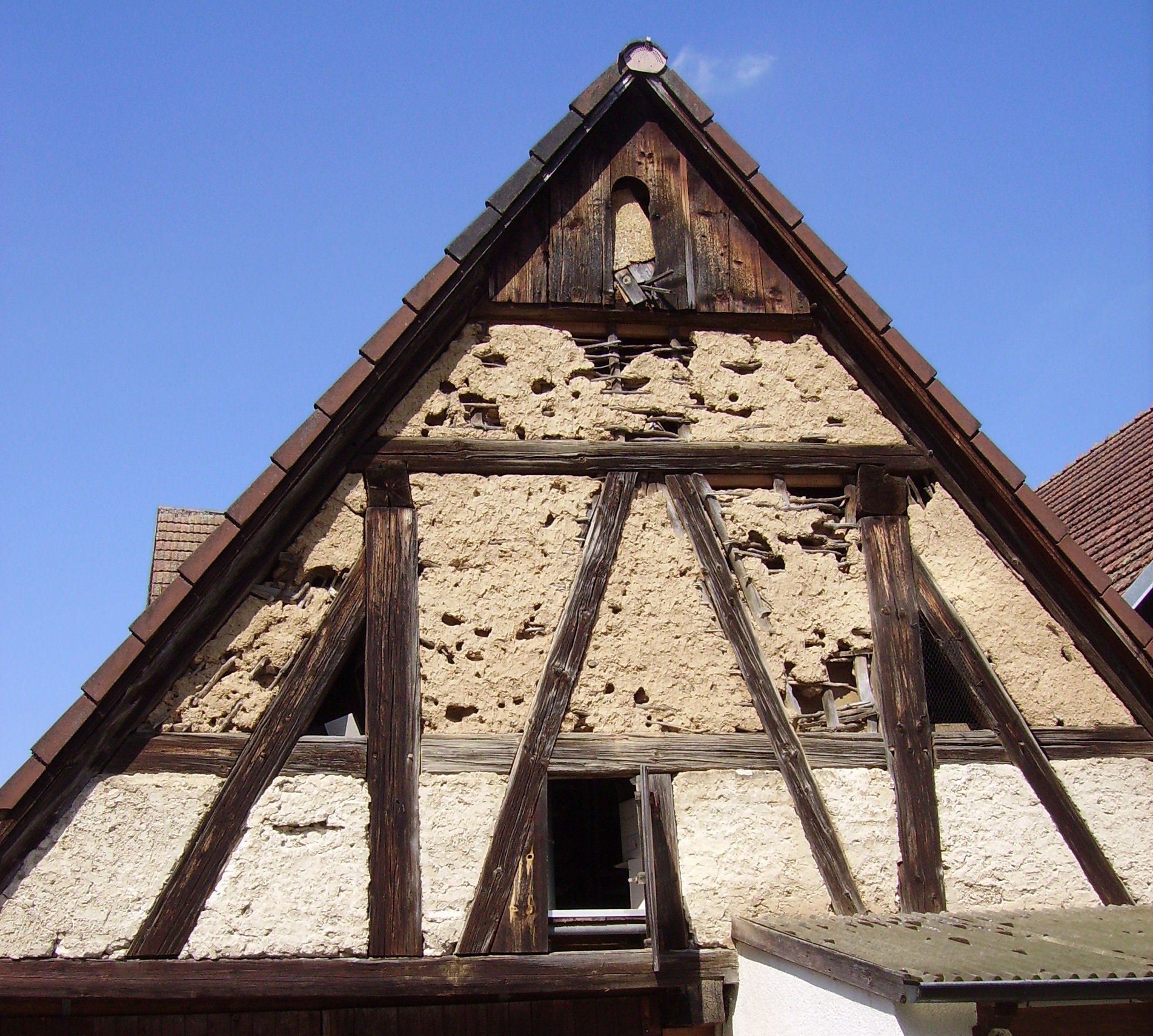
وتل وطين في هيكل من الخشب

الوَتَل والطين أو الوتَل والتلطيخ هي طريقة بناء مركبة تستخدم في صنع الجدران والمباني حيث تُجصص شبكة منسوجة من شرائح خشبية تسمى وتل بمواد لزجة عادة ما تكون مصنوعة من مزيج من التربة الرطبة والطين والرمل وروث الحيوانات والقش. استخدمت هذه الطريقة في البناء منذ نحو 6000 عام على الأقل وما زالت طريقة بناء مهمة في أجزاء كثيرة من العالم. العديد من المباني التاريخية بنيت بهذه الطريقة.

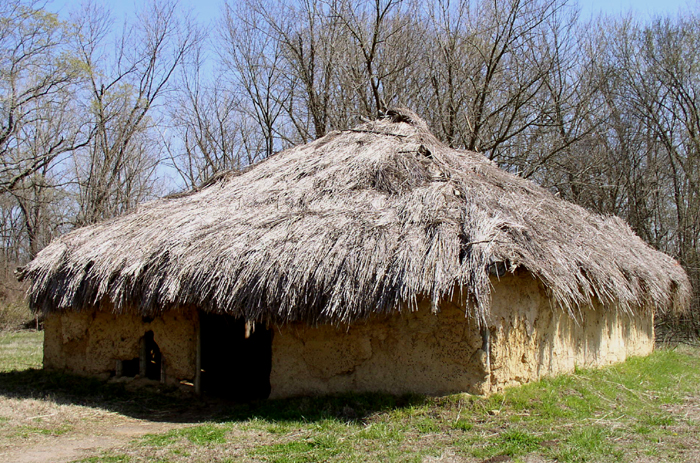
منزل وتل وطين كما استخدمه الأمريكيون الأصليون خلال فترة المسِسِبي

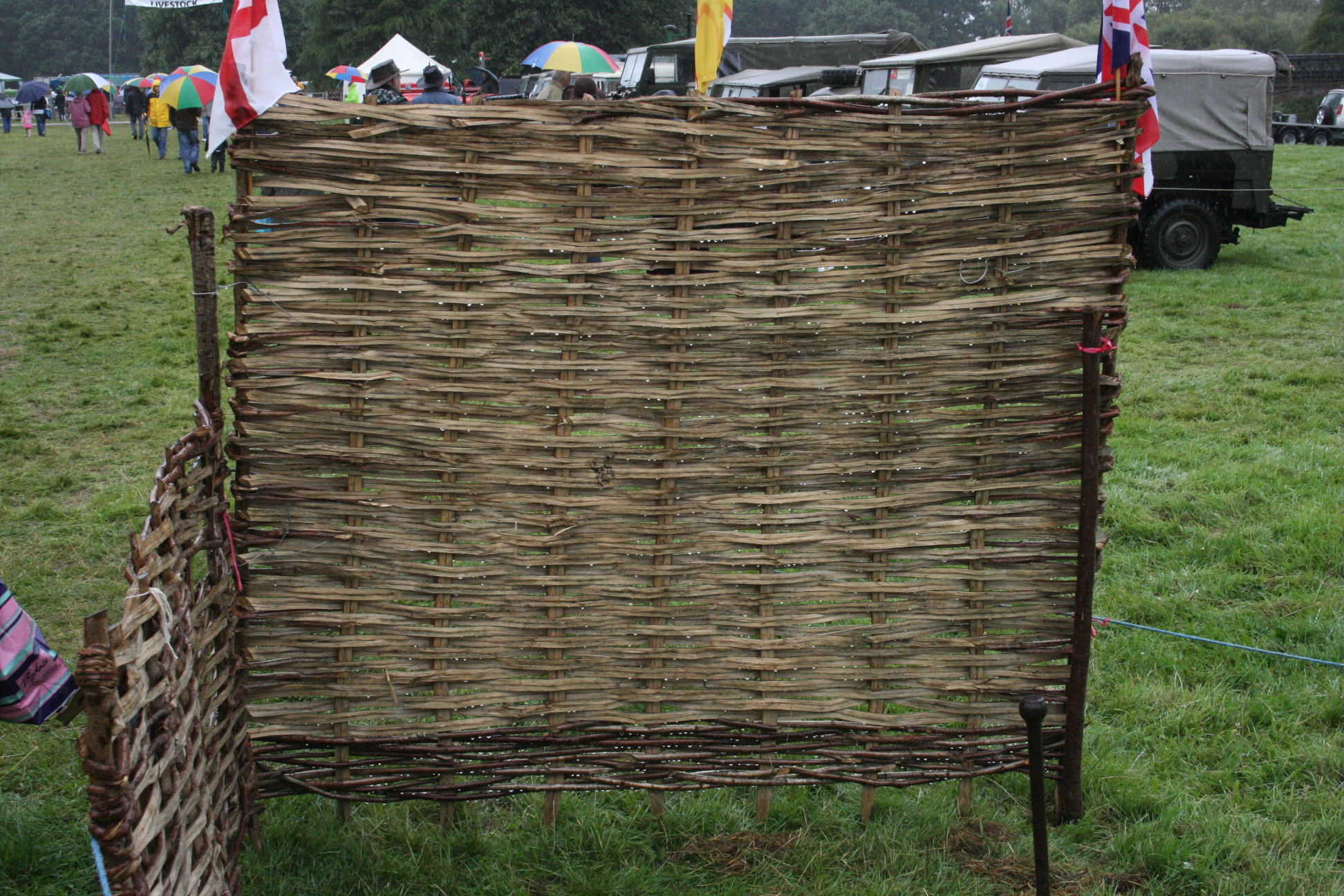
لوحة وتل